# Rock and roll barcelonés
El rock and roll barcelonés fue un movimiento cultural que comenzó a desarrollarse en Barcelona a finales de los años setenta. Sus principales grupos fueron Los Rebeldes y Loquillo y los Trogloditas.

## Carlos Segarra y Los Rebeldes
Carlos Segarra es el fundador del rock and roll barcelonés, es decir, del primer rock and roll que hubo en la ciudad propiamente estructurado en grupos de rockers. Desde los 16 años, Segarra tocaba en público versiones de Jerry Lee Lewis, Los Beatles, Bob Dylan y Eddie Cochran. En 1979, Segarra, junto con Aurelio Morata al bajo y Moisés Sorolla a la batería, fundó Los Rebeldes.

## Loquillo y los Trogloditas
En 1980, también nació Loquillo y los Intocables para luego evolucionar la banda hacia la formación de los históricos Loquillo y los Trogloditas. Loquillo marcó una época en el rock and roll barcelonés alcanzando gran éxito en los ochenta, al igual que Los Rebeldes.

## Otros grupos
Los grupos de rock and roll barcelonés de la década de los ochenta posteriores a Los Rebeldes y Loquillo que llegaron a grabar discos y tuvieron una cierta resonancia siempre encontraron una guía pero también una limitación ante estos pioneros que ocuparon, y aún ocupan, los primeros puestos en las listas de éxitos. Hablamos de Los Carol, Los Brioles, Gabilly & Friends...: todos ellos no fueron más que intentos que no alcanzaron el nivel, la resonancia y el éxito de los dos grandes del rock and roll barcelonés: Los Rebeldes y Loquillo.
Actualmente, más allá de Los Rebeldes y Loquillo, es Dani Nel·lo, que estuvo tocando el saxo con los primeros entre 1985 y 1995, el músico surgido de la década de los ochenta que tiene mayor repercusión en el rock and roll barcelonés, catalán y español. Dani Nel·lo estuvo al frente de Nel·lo y la Banda del Zoco, aunque últimamente sus actuaciones suelen ser en solitario.

## Enlaces
- Loquillo y Trogloditas

- Los Rebeldes

- Los Carol

- Gabilly & Friends

- Dani Nel.lo

- Datos: Q6110309